# International Association for Group Psychotherapy and Group Processes
Die International Association for Group Psychotherapy and Group Processes (IAGP) ist ein Schweizer Verein mit Sitz in Kreuzlingen, Kanton Thurgau.
Er wurde 1973 in Zürich gegründet und 2003 nach Schweizer Recht als gemeinnützige Organisation anerkannt. Ziel des Vereins ist es, die Gruppenpsychotherapie wie auch die Organisation von Gruppenprozessen – sowohl in kleinen, mittleren, auch in großen Gruppen – in Theorie und Praxis, Ausbildung, Forschung und Beratung zu fördern. Die Publikationen und Kongresse der IAGP sollen Vernetzung und Erfahrungsaustausch auf weltweiter Ebene institutionalisieren und die Zusammenarbeit von globalen und multikulturellen Gesellschaften unterstützen. Derzeit sind Vertreter aus 24 Ländern in Funktionen der IAGP tätig.
Intern ist die IAGP in sechs Sektionen gegliedert, die zugleich auch die Schwerpunkte der internationalen Vernetzung bilden: Familientherapie, Gruppenanalyse, Psychodrama, Organisationsberatung, transkulturelle Arbeit und die Sektion für junge Gruppenexperten.

## Gründer
Die Gründung erfolgte durch Jakob L. Moreno und folgende Persönlichkeiten:
| - Anne Ancelin Schützenberger, Frankreich - Raymond Battegay, Schweiz - Joshua Bierer, Vereinigtes Königreich - Jay W. Fidler, USA |  | - Adolf Friedemann, Schweiz - S. H. Foulkes, Vereinigtes Königreich (vertreten durch Malcolm Pines) - Samuel Hadden, USA - Anneliese Heigl-Evers, Deutschland |  | - Grete Leutz, Deutschland - Zerka T. Moreno, USA - Raoul Schindler, Österreich - Ambros Uchtenhagen, Schweiz |

## Bisherige Präsidenten
| - 1973–1977 Samuel B. Hadden, USA - 1977–1980 Raymond Battegay, Schweiz - 1980–1984 Malcolm Pines, Vereinigtes Königreich - 1984–1986 Jay W. Fidler, USA - 1986–1989 Grete Leutz, Deutschland - 1989–1992 Fern Cramer Azima, Kanada - 1992–1995 Alberto C. Serrano, USA - 1995–1998 Earl Hopper, Vereinigtes Königreich |  | - 1998–2000 Roberto de Inocencio, Spanien - 2000–2003 Sabar Rustomjee, Australien - 2003–2006 Christer Sandahl, Schweden - 2006–2009 Frances Bonds-White, USA - 2009–2012 Jörg Burmeister, Schweiz/Spanien - 2012–2015 David Gutmann, Frankreich - 2015–2018 Kate Tauvon-Bradshaw, Schweden - 2018–2022 Richard Beck, USA - Seit 2022 Heloisa Fleury, Brazil |

## Internationale Kongresse
| - 1954 Toronto - 1957 Zürich - 1963 Mailand - 1968 Wien - 1973 Zürich - 1977 Philadelphia | - 1980 Kopenhagen - 1984 Mexiko-Stadt - 1986 Zagreb - 1989 Amsterdam - 1992 Montreal - 1995 Buenos Aires | - 1998 London - 2000 Jerusalem - 2003 Istanbul - 2006 São Paulo - 2009 Rom - 2012 Cartagena de Indias | - 2015 Rovinj - 2018 Malmö - 2022 Pescara, Italy |

## Internationale Regionalkonferenzen
| Pacific Rim Region - 1988 Tokio - 1991 Melbourne - 1993 Taipeh - 1999 Tokio - 2001 Melbourne - 2003 Singapur - 2005 Taipeh - 2008 Matsue - 2013 Taipeh - 2014 Beijing |  | Europe - 1990 Budapest - 2001 Stockholm Latin America - 2010 Sao Paulo Africa - 2014 Kairo - 2015 Pretoria - 2016 Kairo - 2018 Kairo |  | Mediterranean Region - 1997 Bertinoro - 2001 Zadar - 2004 Athen - 2008 Barcelona Caribean Region - 2013 Havanna - 2016 Havanna |

Außerdem wird seit 1999 jährlich eine Internationale Sommerakademie in Granada veranstaltet.